# Aftershock (pel·lícula de 2012)
Aftershock és una pel·lícula de terror i suspens estatunidenca, dirigida pel xilè Nicolás López i protagonitzada per Eli Roth, Andrea Osvárt, Ariel Levy, Nicolás Martínez, Lorenza Izzo, i Natasha Yarovenko. El guió va ser escrit per López, Roth i Guillermo Amoedo, basat en una història original de Roth i López. El film, encara que ficcional, es basa en fets reals del terratrèmol de Xile de 2010. Va ser filmada a Xile, en molts dels mateixos llocs on la destrucció va tenir lloc. La idea va sorgir d'una conversa entre Roth i López, on López va descriure els horrors no sols del terratrèmol, sinó del complet caos i del col·lapse temporal de la societat en les hores següents.

## Argument
Gringo, Ariel i Pollo coneixen les germanes hongareses Monica i Kylie i la seva amiga russes Irina en un club de Xile. Decideixen viatjar junts a Valparaíso, però durant una festa en un altre club, es produeix un terratrèmol, atrapant-los sota les runes. L'Ariel perd la mà intentant ajudar un cambrer atrapat, i lluiten per escapar fins que una dona de la neteja els guia per un túnel fins a una claveguera. Malauradament, un camió que passa mata a la vella mentre intenten sortir.
Després d'escapar del club, el grup troba el seu cotxe destruït i l'estat de l'Ariel empitjora a causa de la pèrdua de sang. Decideixen portar-lo a un hospital al cim del turó. Mentre corren cap a l'estació de tramvia de cable, se sent un avís de tsunami. El propietari accepta que només l'Ariel pugi al vagó del tramvia, però un cable esquinçat es trenca, provocant que el cotxe caigui en picat fins al fons del turó, matant a tots a bord.
El grup es dirigeix cap al cementiri a través d'un túnel ocult després de la tràgica mort d'Ariel. Al llarg del camí, es troben amb presoners fugits saquejant als carrers. Tractant d'escapar, Gringo queda atrapat sota un edifici que cau mentre la Mónica i el Pollo marxen a buscar ajuda. Es troben amb un camió de bombers fora de control que s'ha estavellat a causa dels presoners que intentaven fer-se'n càrrec. La Mònica i el Pollo salven el bomber viu atrapat a dins.
Mentre l'Irina consola en Gringo, la Kylie escolta que s'acosten els presoners. Gringo diu a les dones que s'amaguin, però els presoners l'amenacen per la seva ubicació. Irina és capturada i violada pel líder mentre els altres s'asseuen fent broma. Gringo intenta aturar el líder i és cremat viu com a represàlia. La Kylie fuig i es topa amb la Monica i el grup, que tornen per Irina. Pollo mata el germà del líder, però mentre intenten escapar, el líder torna i mata la Irina.
El grup troba un edifici tancat amb altres supervivents, però una mare soltera inicialment es nega a deixar-los entrar. Mentre demanen, la dona dispara a Pollo al pit. L'amaguen i van a buscar ajuda, però un dels presoners sent sonar el telèfon de Pollo i el troba. Maten a Pollo i persegueixen els altres.
El grup arriba a la catedral i el sacerdot els salva conduint-los per un passatge secret. La catedral s'ensorra durant una rèplica, matant el sacerdot i ferint Kylie. Es revela que el bomber que ajuda a Kylie és un dels presoners fugits. La Mónica troba el cos de Kylie mentre el presoner intenta matar-la, però ella aconsegueix matar-lo amb una destral durant una altra rèplica.
La Mònica finalment aconsegueix escapar pel túnel i arriba a una platja, però es desmaia. Quan recupera la consciència, mira enrere i veu un tsunami massiu que es dirigeix cap a ella.

## Repartiment
- Andrea Osvárt com Mónica.
- Lorenza Izzo com Kylie.
- Nicolás Martínez com a Pollo.
- Eli Roth com John el Gringo.
- Natasha Yarovenko com Irina.
- Marcial Tagle com Juan Carlos.
- Ariel Levy com Ariel.
- Gabriela Hernández com a Dona de la neteja.
- Dayana Amic com Carmen.
- Selena Gomez com noia vip.
- Edgardo Bruna com a Operari rondinaire.
- Paz Bascuñán com a Dona embarassada.
- Ramón Llao com Ramón.
- Matías López com Marito.
- Patricio Strahovsky com a Sacerdot.
- Álvaro López com Jesús.
- Eduardo Domínguez com Russell Dazzle.
- Cristina Pascual com a Dona bondadosa.

## Producció
La pel·lícula està dirigida per Nicolás López i escrita per López, Eli Roth, i Guillermo Amoedo, a partir d'una història de Roth i López. La pel·lícula es va basar en fets reals del terratrèmol de Xile 2010. Va ser rodada a Xile, en molts dels mateixos llocs on va tenir lloc la destrucció. La idea va sorgir d'una conversa amb Roth i López en què López va descriure els horrors no només del terratrèmol, sinó del caos complet i el enfonsament temporal de la societat en les hores següents. La pel·lícula està distribuïda per Dimension Films.
Roth va recaptar 2 milions de dòlars en finançament d'un grup de metges a Buffalo. Els drets de distribució es van vendre prèviament per recuperar els costos pressupostaris.
López tenia experiència prèvia rodant amb càmeres SLR digitals i, després de proves de pantalla, va convèncer Roth que amb les lents i la il·luminació adequades semblaria una pel·lícula de 35 mm. La pel·lícula sencera es va gravar amb una càmera Canon EOS 5D.

## Estrena
La pel·lícula va rebre inicialment una qualificació NC-17 i, en conseqüència, va haver de ser reeditada per tal d'aconseguir una R.

## Recepció

### Resposta crítica
Rotten Tomatoes dóna a Aftershock una puntuació d'aprovació del 41% basada en 54 ressenyes, amb una puntuació mitjana de 4,80/10. El consens del lloc diu: "Aftershock insinua un gir inventiu sobre els tropes de terror, però finalment es conforma amb una altra ronda de depravació angoixant que pot avorrir i revoltar alternativament a tots els entusiastes del gore menys els més entusiastes".
Metacritic dóna una puntuació de 39, que indica "crítiques generalment desfavorables", basat en crítiques de 20 crítics.

### Taquilla
La pel·lícula es va estrenar a 110 cinemes dels Estats Units i va guanyar 40.179 dòlars el cap de setmana d'estrena.